# Sinfonía n.º 2 (Balákirev)

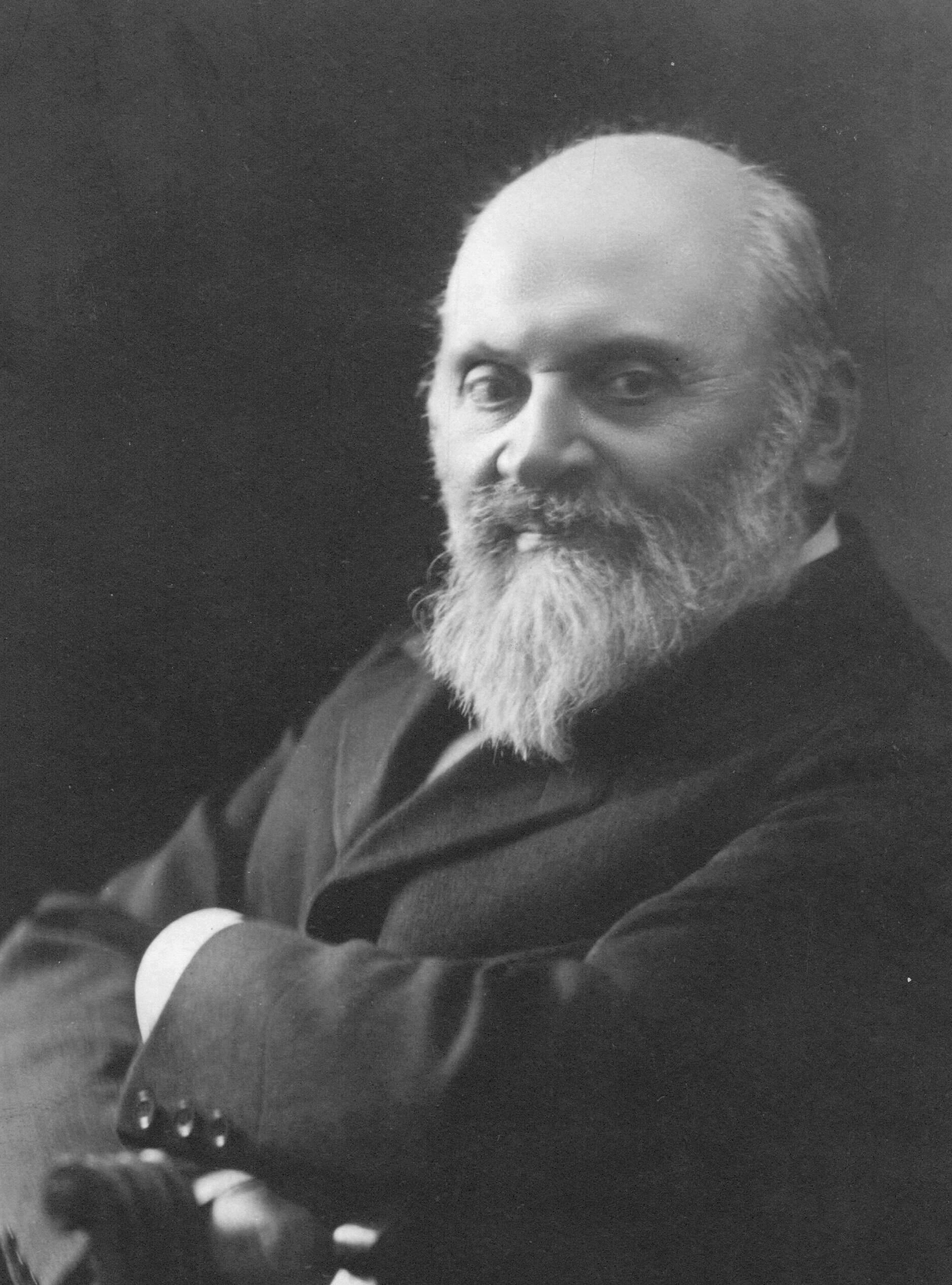
Balákirev hacia 1909.

La Sinfonía n.° 2 en re menor fue compuesta por Mili Balákirev entre 1900 y 1908.

## Historia
La composición de esta obra se desarrolló desde 1900 hasta 1908. A diferencia de su poema sinfónico Tamara, que tardó casi dos décadas en completar, la segunda sinfonía en re menor se terminó en cuestión de semanas.
La primera edición de la obra fue llevada a cabo por el editor Julius Heinrich Zimmermann en septiembre de 1908 en Leipzig.
El estreno se celebró el 17 de marzo de 1909 en San Petersburgo bajo la dirección de Serguéi Liapunov, alumno de Balákirev. Poco después otra interpretación tuvo lugar en París. Sin embargo, sus representaciones posteriores han sido escasas, lo cual es una lástima ya que se trata de una obra atractiva e inspirada.

## Instrumentación
La partitura está escrita para una orquesta formada por:
- Viento madera: 3 flautas (la tercera doblando al flautín), 1 oboe, 1 corno inglés, 3 clarinetes, 2 fagotes.
- Viento metal: 4 trompas, 2 trompetas, 3 trombones, 1 tuba.
- Percusión: timbales, bombo, caja, platillos, pandereta, triángulo.
- Cuerda: un arpa y una sección de cuerdas con violines, violas, violonchelos y contrabajos.

## Estructura y análisis
La sinfonía consta de cuatro movimientos:
- I. Allegro ma non troppo, en re menor 6
8
- II. Scherzo alla Cosacca: Allegro non troppo, ma con fuoco ed energico, en si menor 2
4
- III. Romanza. Andante, en fa mayor 3
4
- IV. Finale. Tempo di polacca, en re menor 3
4

La interpretación de esta obra dura aproximadamente 38 minutos. Se trata de un producto excéntrico y algo estrafalario de la vejez del maestro ruso. Más parecida a una suite que a una sinfonía, está escrita para una orquesta más pequeña de lo que era habitual en Balakirev. La sinfonía no tiene referencias internas entre movimientos, y su esquema es "rápido, también rápido (más o menos el mismo tempo), más lento y polonesa". Es más breve que su primera sinfonía y algo menos sucinta que la Sinfonía n.º 3 de Jean Sibelius. Ambas obras están lo más lejos posible de la concepción mahleriana contemporánea de la sinfonía; ambas fueron exitosas, demostrando que lo exhaustivo y polifacético no tenía el monopolio por encima de lo conciso a principios del siglo XX; y ambas obras han sido injustamente olvidadas.

### I.Allegro ma non troppo
El primer movimiento, Allegro ma non troppo, está escrito en la tonalidad en re menor y en compás de 6/8. La firme visión de Balakirev de una tensa estructura de sonata se revela en el primer movimiento. La única sinfonía contemporánea de igual talla que es comparable en este aspecto es la Sinfonía n.º 3 de Sibelius. Presenta la estructura más "sinfónica" de los cuatro movimientos y el oyente bien podría confundirlo con una obra de Chaikovski, salvo que la orquestación es más pedestre. Al igual que la Eroica de Beethoven, se abre con dos acordes rápidos y abruptos que conducen al primer tema, cuyo énfasis básico es un ritmo en cruz de 6/8 y 3/4.  Pronto se contrapone un segundo tema, que está en la remota tonalidad de re bemol mayor, una de las favoritas del compositor. A continuación se recapitula el primer tema y llega a una coda convencional, aunque un poco prematura. Tras un desarrollo enérgico e ingenioso se recapitula después del primer tema en la tónica. Estos cambios semitonales constituyen un rasgo destacado del estilo de Balákirev.

### II.Scherzo alla Cosacca. Allegro non troppo, ma con fuoco ed energico
El segundo movimiento, Scherzo alla Cosacca. Allegro non troppo con fuoco ed energetico, está en si menor y en compás de 2/4. Este Scherzo había sido concebido mucho antes y pensado originalmente para su Sinfonía n.º 1. Constituye aquí el núcleo de toda la obra. Su control clásico es notable. Arranca un redoble de caja y nos encontramos en el familiar territorio ruso. Tras una introducción de seis compases, empleada más adelante en puntos estratégicos, el tema principal en si menor con su acento en la segunda negra de la frase, late con vitalidad. Le sigue un motivo subsidiario en el que trompetas y trombones son respondidos por flauta y flautín con encantadora ingenuidad. Un breve desarrollo y recapitulación establecen que el Scherzo está en plena forma sonata. En el trío se emplea la canción popular rusa "La nieve se derrite". La emoción subyacente se mantiene mediante un bullicioso acompañamiento de semicorcheas. En la repetición comprimida del Scherzo, este tema sustituye al motivo subsidiario, lo cual supone un sutil golpe maestro. Aunque puede resultar un poco divagante en algunos momentos, se trata de una brillante y colorida marcha cosaca expresada en términos dignos de "Los Cinco". Este movimiento se sostiene por sí mismo como pieza de concierto en la línea de la Procesión de los Nobles de la ópera El gallo de oro de Nikolái Rimski-Kórsakov.

### III.Romanza. Andante
El tercer movimiento, Romanza. Andante, está en fa mayor y en compás de 3/4. Tras haberse ganado la atención del oyente con el Scherzo anterior, la pierde con un movimiento lento poco destacado. Casualmente, también es el más largo de los cuatro movimientos, con casi diez minutos de duración. Aunque el ambiente orquestal de este Andante está bastante bien logrado, el material melódico es repetitivo y poco memorable. Irónicamente, recuerda a la música "realista soviética" escrita en la década de 1940, pero eso no quiere decir que sea "avanzada". El segundo tema de la Romanza se repite en el Finale.

### IV.Finale. Tempo di polacca
El cuarto y último movimiento, Finale. Tempo di polacca, retoma la tonalidad inicial y el compás de 3/4. Empieza con una fanfarria de una sola nota que recuerda a La captura de Kars de Modest Músorgski, con una melodía de danza folclórica fuertemente marcada por las cuerdas. Se trata de una polonesa espléndidamente rítmica, bastante superior a la polonesa Finale de la Sinfonía n.º 3 de Chaikovski. El segundo tema del Finale de Balakirev, que al igual que su homólogo en el movimiento inicial está en re bemol mayor y tiene un sabor oriental, se asigna en primer lugar al sabroso corno inglés; se basa en la canción popular "Hemos visto en nuestro jardín". La sinfonía termina en re mayor con una coda triunfal. Este movimiento es el más voluntariamente excéntrico de los cuatro. El compositor acentúa la melodía con figuras parecidas a chasquidos, rompe en breves pasajes cromáticos imitativos en los instrumentos graves, abandonándolos de manera repentina, como segmentos que caen juntos sin aparente rima o razón. Sin embargo, este movimiento funciona en sus propios términos. Balákirev parece divertirse aquí y, con la mente abierta, también lo hace el oyente.

## Recepción de la obra
Esta sinfonía se estrenó ante un público carente de interés y desde entonces, rara vez se ha reestrenado. No obstante, con el tiempo esta composición ha ganado reconocimiento como una de las últimas expresiones de la escuela nacionalista rusa del siglo XIX, aunque el conjunto no sea tan grande como la suma de sus partes.

## Discografía selecta
- 1966 – Guennadi Rozhdéstvenski, Orquesta Sinfónica de la Radio de Moscú (Praga).
- 1973 – Guennadi Rozhdéstvenski, Orquesta Sinfónica de la Radio Télévision de la URSS (Russian Revelation).
- 1977 – Yevgueni Svetlánov, Orquesta Sinfónica Estatal de la URSS (Melodiya).
- 1991 – Yevgueni Svetlánov, Orquesta Philharmonia (Hyperion).
- 1994 – Igor Golovschin, Orquesta Sinfónica Estatal Rusa (Naxos).
- 1995 – Valentin Koshin, Orquesta Filarmónica de Leningrado (Léningrad Masters).
- 1998 – Vasili Sinaiski, Orquesta Filarmónica de la BBC (Chandos).
- 2022 – Mihkel Kütson, Niederrheinischen Sinfonike (MDG).